# Борщёво (Московская область)
Борщёво — село в городском округе Клин Московской области России. Население — 42 чел. (2010).

## География
Расположено в северной части округа, примерно в 18 км к северо-северо-востоку от окружного центра — города Клина, у истока реки Донховки (правый приток Волги), высота центра над уровнем моря — 158 м. Ближайшие населённые пункты — Трехденево на северо-западе, Слобода на юге и Терехова на востоке.

## История
До 1929 года Борщёво было административным центром Борщёвской волости Клинского уезда Московской губернии. С 1994 до 2006 года Борщёво входило в состав Слободского сельского округа, с 2006 до 2017 года — в состав сельского поселения Воронинское Клинского района.

## Население
| 1852 | 1859 | 1886 | 1890 | 1899 | 1926 | 2002 |
| ---- | ---- | ---- | ---- | ---- | ---- | ---- |
| 324  | ↗350 | ↗365 | ↗611 | ↘412 | ↗468 | ↘34  |
| 2006 | 2010 |      |      |      |      |      |
| ↗35  | ↗42  |      |      |      |      |      |

## Достопримечательности
В селе действует Вознесенская церковь 1834 года постройки.

## Инфраструктура
Личное подсобное хозяйство с зоной сельскохозяйственного использования, индивидуальная застройка усадебного типа.

## Транспорт
В селе заканчивается региональная автодорога 46Н-03760 автотрасса М10 «Россия» — Борщёво.